# Neomochtherus uratorum
Neomochtherus uratorum är en tvåvingeart som beskrevs av Richter 1960. Neomochtherus uratorum ingår i släktet Neomochtherus och familjen rovflugor. Inga underarter finns listade i Catalogue of Life.